# Hlohovčice
Hlohovčice (německy Lohowschitz, dříve Lohowtschitz) jsou obec v okrese Domažlice v Plzeňském kraji. Žije zde 173 obyvatel.

## Historie
První písemná zmínka o obci pochází z roku 1381.

## Obyvatelstvo
| Rok            | 1869 | 1880 | 1890 | 1900 | 1910 | 1921 | 1930 | 1950 | 1961 | 1970 | 1980 | 1991 | 2001 | 2011 | 2021 |
| -------------- | ---- | ---- | ---- | ---- | ---- | ---- | ---- | ---- | ---- | ---- | ---- | ---- | ---- | ---- | ---- |
| Počet obyvatel | 340  | 316  | 326  | 325  | 392  | 385  | 351  | 282  | 277  | 253  | 230  | 205  | 192  | 175  | 159  |
| Počet domů     | 46   | 48   | 49   | 52   | 59   | 66   | 75   | 74   | 72   | 70   | 64   | 74   | 73   | 75   | 66   |

## Obecní správa
Mezi lety 1850–1960 byly Hlohovčice obcí v okrese Horšovský Týn (v letech 1869–1910 Horšův Týn) (1850–1930), posléze v okrese Stod (1950) a později v okrese Domažlice. V letech 1960–1990 patřily jako část obce k Srbicím a od 24. listopadu 1990 jsou opět samostatnou obcí.

### Obecní symboly
Znak a vlajka byly obci uděleny rozhodnutím předsedy Poslanecké sněmovny Parlamentu České republiky dne 8. června 2004.

## Galerie

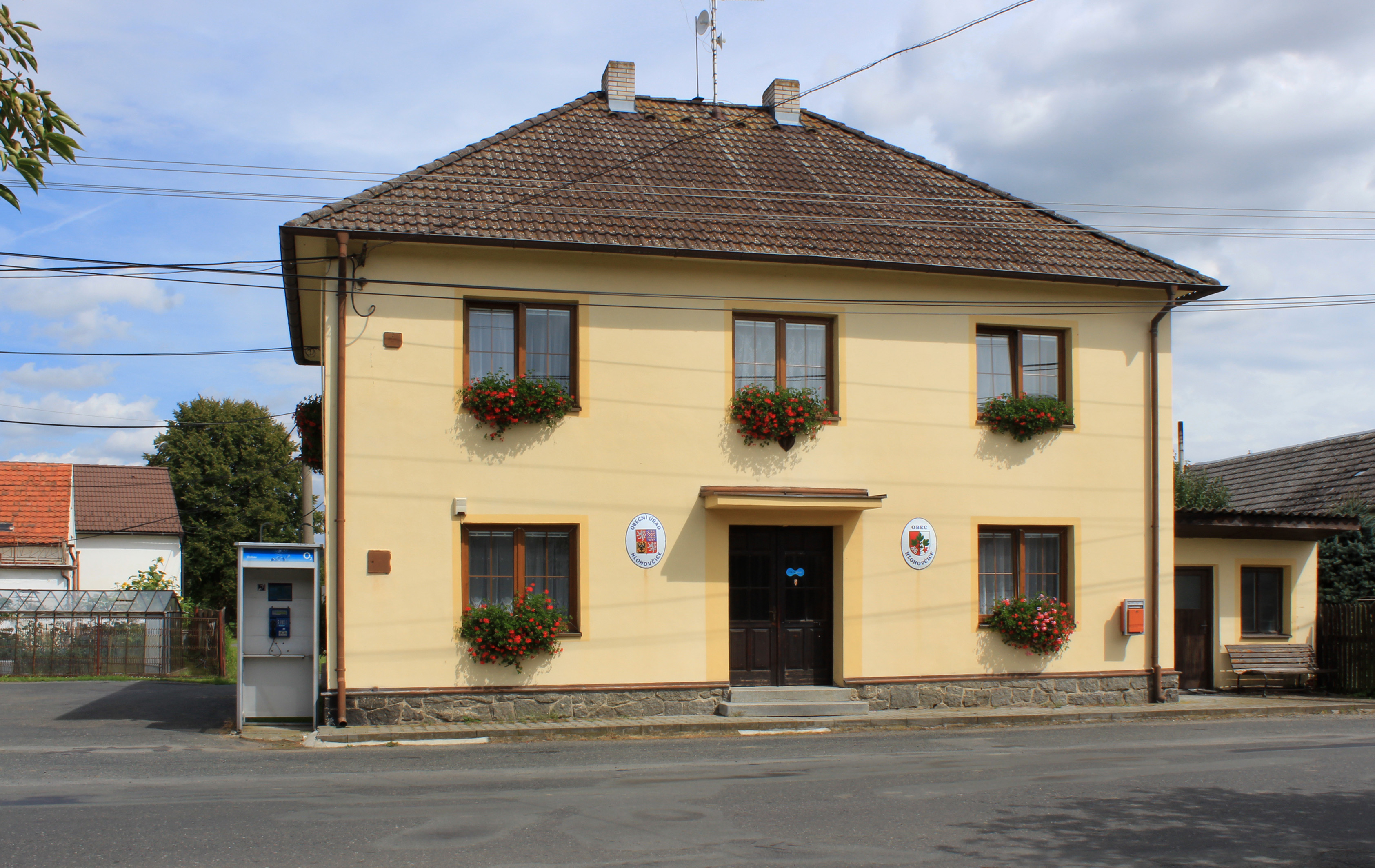
Obecní úřad
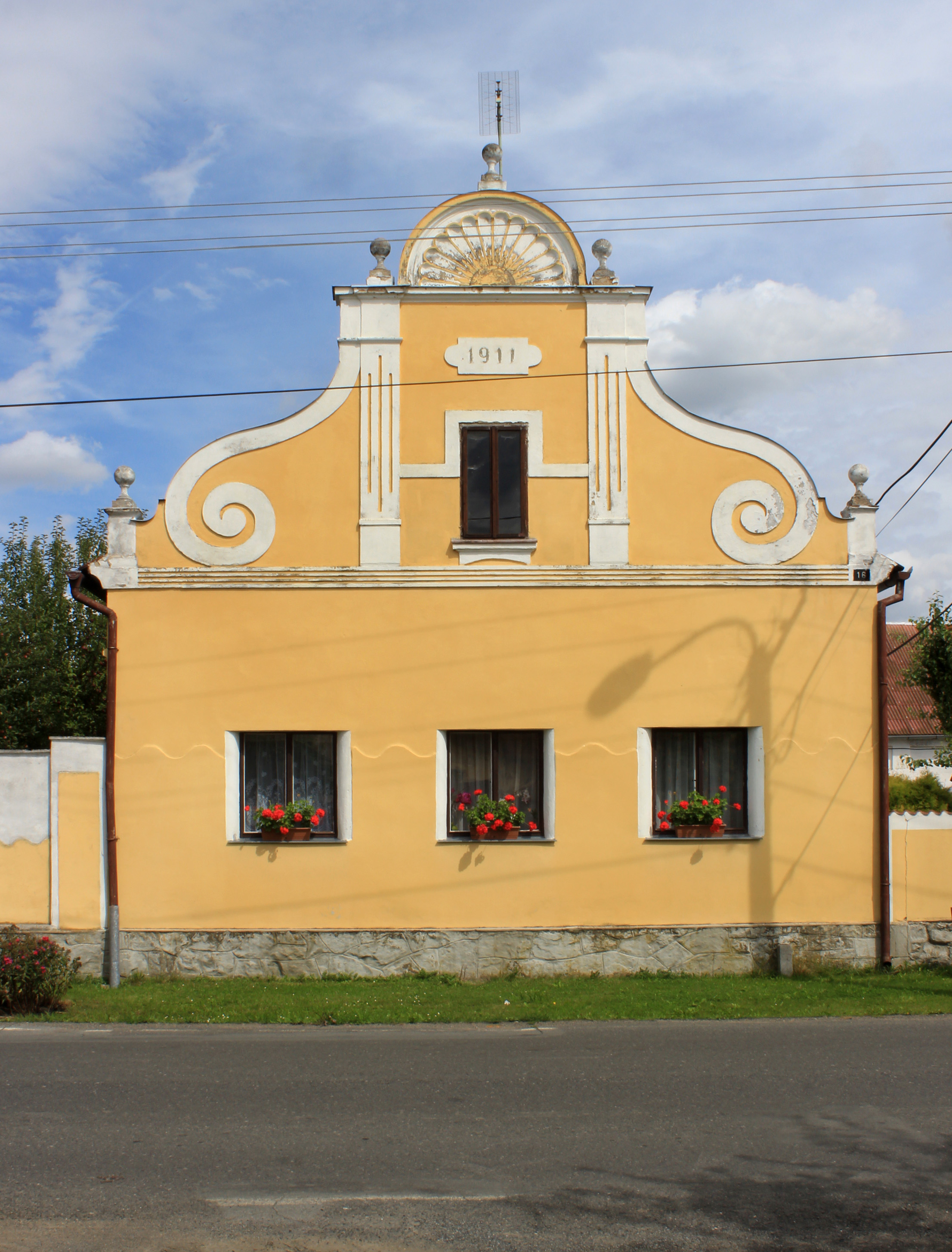
Dům čp. 16
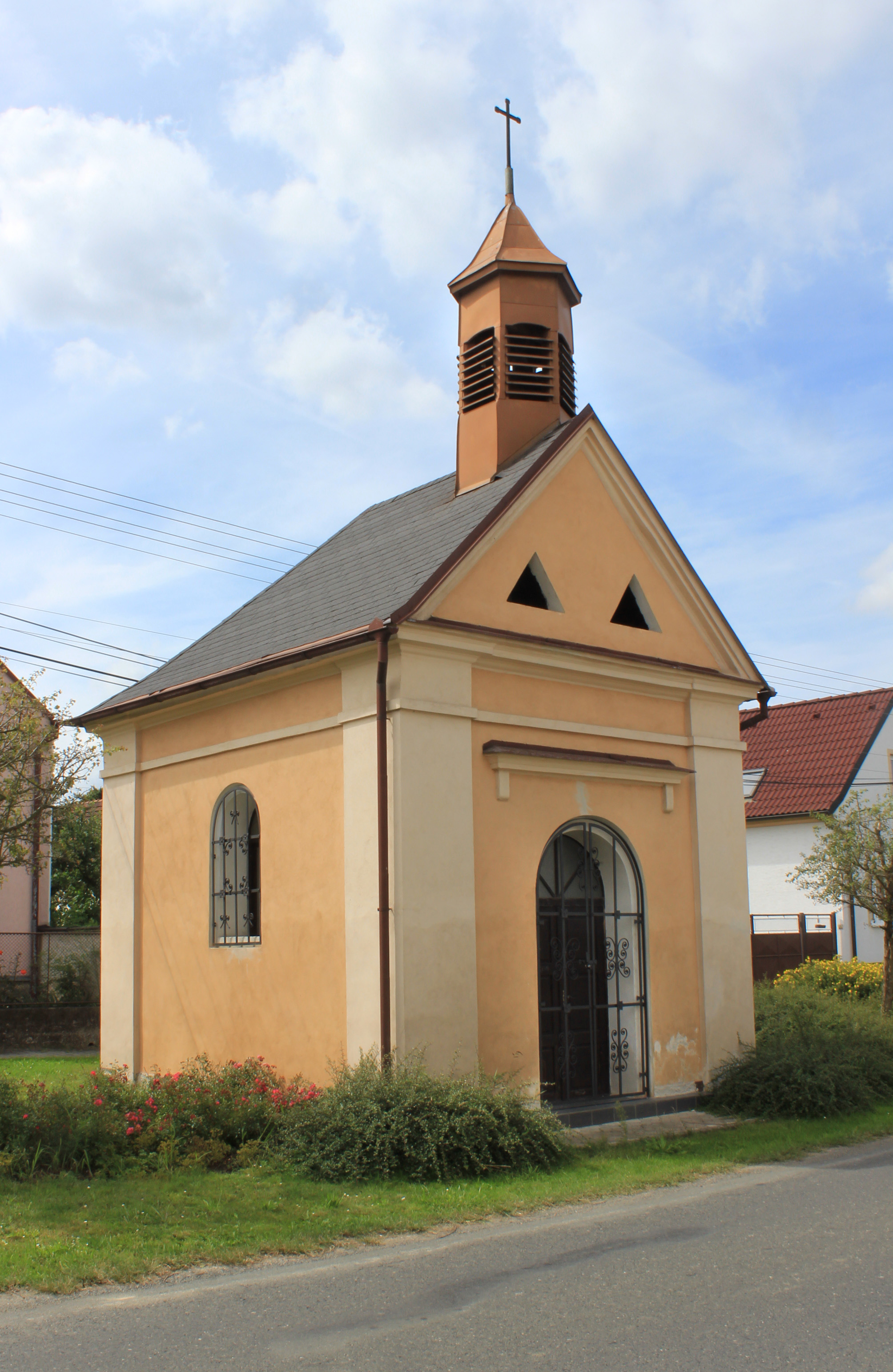
Kaple u hlavní silnice